# Ostrya
Ostrya és un gènere d'arbres caducifolis que pertanyen a la família del bedoll. És un gènere natiu del sud d'Europa, sud-oest d'Àsia i Amèrica del Nord i Amèrica Central. Tenen una capaçada cònica o irregular. Lesfulles són de disposició alternada i doblement serrades de 3–10 cm de llarg. Les flors les fa a la primavera en aments els masculins de 5–10 cm de llar gi els femenins de 2–5 cm de llarg. Els fruits es formen en grups pèndols de 3–8 cm de llarg amb 6–20 llavors en núcula de 2–4 mm de llarg.
La seva fusta és molt dura i pesant; el nom Ostrya deriva delaparaula grega 'ostrua', "com un os", fent referència a la duresa de la seva fusta.

## Taxonomia
- Ostrya carpinifolia Scop. - Europeu
- Ostrya chisosensis Correll - Chisos Hophornbeam, Big Bend Hophornbeam
- Ostrya guatemalensis (Winkler) Rose - Amèrica central
- Ostrya japonica Sarg. - Japó
- Ostrya knowltonii Coville - Knowlton Hophornbeam, Western Hophornbeam, Wolf Hophornbeam
- Ostrya multinervis Rehd. - Xina central
- Ostrya rehderiana Chun - Zhejiang
- Ostrya virginiana (Mill.) K. Koch - Amèrica, American Hophornbeam, Ironwood.
- Ostrya yunnanensis Hu - Yunnan
- † Ostrya oregoniana (fòssil)